# Prouville
Prouville – miejscowość i gmina we Francji, w regionie Hauts-de-France, w departamencie Somma.
Według danych na rok 1990 gminę zamieszkiwało 275 osób, a gęstość zaludnienia wynosiła 31 osób/km² (wśród 2293 gmin Pikardii Prouville plasuje się na 724. miejscu pod względem liczby ludności, natomiast pod względem powierzchni na miejscu 541.).